# Terry de la Mesa Allen Sr.
Terry de la Mesa Allen Sr. (1er avril 1888 - 12 septembre 1969) est un officier supérieur de l'armée américaine qui a combattu pendant la Première et la Seconde Guerre mondiale. Allen était un vétéran décoré de la Première Guerre mondiale qui commandait la 1re division d'infanterie en Afrique du Nord et en Sicile de mai 1942 à août 1943. Il a ensuite été choisi pour diriger la 104e division d'infanterie en tant que commandant de division, poste qu'il a occupé jusqu'à la fin de la guerre.